# Immanuel Kant (opera)
Immanuel Kant – opera komiczna skomponowana przez Leszka Możdżera do polskiego libretta opartego na dramacie Thomas Bernharda o tym samym tytule. Autorem libretta, reżyserem i scenarzystą polskiej prapremiery był Jerzy Lach. 
Utwór pierwotnie miał być wystawiony w Warszawie, w Warszawskiej Operze Kameralnej. Jednak poza zamkniętym pokazem opery, nie doszło do jego prapremierowego wystawienia.
Jerzy Lach - pomysłodawca tej opery wyreżyserował ostatecznie Immanuela Kanta we Wrocławiu, w Operze Wrocławskiej, w ramach organizowanego we Wrocławiu Festiwalu Oper Współczesnych. Kostiumy do spektaklu projektowała Ewa Minge